# Korownica gruzełkowata
Korownica gruzełkowata (Efibula tuberculata (P. Karst.) Zmitr. & Spirin) – gatunek grzybów z rodziny Irpicaceae.

## Systematyka i nazewnictwo
Pozycja w klasyfikacji według Index Fungorum: Irpicaceae, Polyporales, Incertae sedis, Agaricomycetes, Agaricomycotina, Basidiomycota, Fungi.
Po raz pierwszy opisał go w 1876 r. Petter Adolf Karsten, nadając mu nazwę Corticium tuberculatum. W 2006 r. Ivan V. Zmitrovich i Wjatcheslav A. Spirin przenieśli go do rodzaju Efibula. Niektóre inne synonimy:
- Grandiniella tuberculata (P. Karst.) Burds 1977
- Peniophora stereoides Rick 1959
- Phanerochaete tuberculata (P. Karst.) Parmasto 1968

Nawę polską zaproponował Władysław Wojewoda w 1983 r. dla synonimu Phanerochaete tuberculata. Jest niespójna z aktualną nazwą naukową.

## Morfologia
Owocnik
Rozpostarty, osiągający rozmiar do 4 × 2 cm, grubość do 3 mm, błoniasty, przylegający. Powierzchnia hymenialna ciągła, gładka, powstająca na sznurach grzybni, a następnie wypełniająca się pomiędzy nimi, o barwie jasnokremowej nie zmieniającej się w KOH. Subikulum byssoidalne, białe, cienkie, ze sznurami. Brzeg strzępiasty do gładkiego, biały.
Cechy mikroskopowe
System strzępkowy monomityczny. Subikulum o teksturze porrecta, strzępki o średnicy 5–8 µm, cienkościenne lub z niewielkim pogrubieniem ścianek, bezbarwne, gładkie, rzadko rozgałęzione, gałęzie pod niemal prostymi kątami, przeważnie z prostymi septami, z rzadkimi pojedynczymi i wielokrotnymi sprzążkami. Sznury o średnicy do 500 µm. Skórka niezróżnicowana, strzępki o teksturze porrecta, podobne do strzępek subikulum. W subhymenium strzępki o średnicy 3–4 µm, cienkościenne, bezbarwne, gładkie, często rozgałęzione, często świeczkowate u nasady podstawek. Cystyd brak. Podstawki maczugowate do maczugowatych, 33–48 × 6–7 µm, cienkościenne, bezbarwne, z czterema sterygmami o długości do 4 µm. Bazydiospory szeroko elipsoidalne, spłaszczone, 5,5–7 × 3,5–4,5 µm, bezbarwne, cienkościenne, gładkie, nieamyloidalne i niecyjanofilne.

## Występowanie i siedlisko
Podano stanowiska w Ameryce Północnej, Europie, Azji, Afryce i na niektórych wyspach. W Polsce podano wiele stanowisk. Najbardziej aktualne stanowiska podaje internetowy atlas grzybów. Znajduje się w nim na liście gatunków zagrożonych i wartych objęcia ochroną.
Nadrzewny saprotrof. Występuje na gałęziach i gałązkach drzew liściastych, rzadziej iglastych.